# Thorbjørn Olesen
Pour les articles homonymes, voir Olesen.
Thorbjørn Olesen, né le 21 décembre 1989 à Furesø au Danemark, est un golfeur danois. Athlète olympique représentant le Danemark aux Jeux olympiques d'été de 2016, joueur vainqueur de la Ryder Cup 2018 avec l'équipe européenne, il évolue sur le tour européen PGA où il a remporté le Turkish Airlines Open 2016 et l'Open d'Italie 2018.

## Biographie
Thorbjørn Olesen devient un golfeur professionnel en 2008 et commence sa carrière dans la Nordic League. Remportant trois tournois entre octobre 2008 et janvier 2009, il se qualifie pour le Challenge Tour dont il termine troisième à la fin de la saison 2010. Ce classement lui vaut de se qualifier pour le tour européen PGA. En juin 2011, Thorbjørn Olesen est privé de sa première victoire sur le tour européen par l'Anglais Robert Rock (en) lors du dernier tour de l'Open d'Italie. Ce premier succès vient lors de la deuxième édition du Sicilian Open (en).
Au début de l'année 2013, Olesen signe un contrat de partenariat avec Nike, changeant complètement l'équipement présent dans son sac. Soutenu par son compatriote Peter Schmeichel, gardien de but de football historique, Thorbjørn Olesen termine sixième du Masters en 2013. À 23 ans, cette performance lui vaut d'encaisser un chèque de 278 000 $,. Surprise du tournoi, le prometteur jeune joueur obtient le droit de jouer sur tous les tournois de PGA Tour qu'il désire.
En octobre 2014, Olesen joue sa place dans les 60 meilleurs du classement sur le ISPS Handa Perth International (en) pour se qualifier pour les derniers tournois de la saison du tour européen. Le Danois démarre le tournoi de manière idéale et est déjà sept coups sous le par après seulement douze trous. Maîtrisant les tours suivants, Olesen gagne son deuxième tournoi sur le circuit européen avec trois coups d'avance sur Victor Dubuisson,.
Après avoir remporté l'Alfred Dunhill Links Championship en octobre 2015 et effectué un bon début de saison, Thorbjørn Olesen est en course pour obtenir sa place dans l'équipe européenne pour la Ryder Cup 2016. Manquant ensuite le cut sur de sept de ses dix tournois disputés au milieu de la saison 2016, il n'est pas retenu par Darren Clarke. Thorbjørn Olesen représente avec Soren Kjeldsen le Danemark aux Jeux olympiques d'été de 2016. Il termine loin de la tête avec une carte de -1, à quinze coups de la médaille d'or.
Invité par le co-capitaine Thomas Bjorn pour gagner de l'expérience autour du parcours de la Ryder Cup, le golfeur danois est motivé par l'événement. Deux mois plus tard, Thorbjørn Olesen s'illustre lors du Turkish Airlines Open en battant le record du parcours au deuxième tour en rendant une carte de 62. Le lendemain, il passe à -18 avec une carte de 68 et augmente son avance à sept coups,, avant de s'assurer la victoire dimanche,. Plus belle victoire de sa carrière, le succès dans le premier tournoi des Final Series du tour européen PGA lui permet de se placer parmi les meilleurs joueurs du circuit. Il déclare alors : « Cette victoire représente beaucoup pour moi. Ces derniers mois, je n'ai pas bien joué et tout d'un coup je mène un tournoi avec beaucoup d'avance ! ».
En juin 2018, Thorbjørn Olesen remporte l'Open d'Italie grâce à quatre birdies en fin de partie lors du dernier tour. Avec une carte finale de 64 le faisant passer à -22 et lui permet de battre d'un coup un Francesco Molinari en grande forme, Olesen passe de 110e place de la Race à l'une des dix premières places du classement, se positionnant pour obtenir une place pour la Ryder Cup 2018,,,.
Thorbjørn Olesen obtient sa qualification au sein de la sélection européenne pour la Ryder Cup 2018 grâce aux points obtenus sur le circuit mondial,. Le Danois obtient la dernière place de qualification directe dans l'équipe. Seul célibataire des douze joueurs européens, il est gentiment moqué par les autres joueurs de l'équipe,.
En août 2019, il est suspendu par le tour européen PGA, après avoir été accusé d'agression sexuelle lors d'un vol de la compagnie British Airways entre Memphis (Tennessee) et Londres,.

## Palmarès

### Victoires sur le Circuit européen
| No. | Date            | Tournois                          | Score                 | Écart de victoire | Opposant(s)                |
| --- | --------------- | --------------------------------- | --------------------- | ----------------- | -------------------------- |
| 1   | 1er avril 2012  | Sicilian Open                     | −15 (68-69-67-69=273) | 1 coup            | Chris Wood                 |
| 2   | 26 octobre 2014 | ISPS Handa Perth International    | −17 (64-69-67-71=271) | 3 coups           | Victor Dubuisson           |
| 3   | 4 octobre 2015  | Alfred Dunhill Links Championship | −18 (68-66-65-71=270) | 2 coups           | Brooks Koepka Chris Stroud |
| 4   | 6 novembre 2016 | Turkish Airlines Open             | −20 (65-62-68-69=264) | 3 coups           | David Horsey Li Haotong    |
| 5   | 3 juin 2018     | Open d'Italie                     | −22 (65-68-65-64=262) | 1 coup            | Francesco Molinari         |

### Autres victoires professionnelles
| No. | Date            | Tour                    | Tournois                       | Score                 | Écart de victoire | Opposant(s)                            |
| --- | --------------- | ----------------------- | ------------------------------ | --------------------- | ----------------- | -------------------------------------- |
| 1   | 22 octobre 2008 | Nordic League           | Ecco Tour Qualification        | −10 (67-67=134)       | 2 coups           | Petter Bocian                          |
| 2   | 22 janvier 2009 | Nordic League           | Hi5 Pro Tour Oliva Nova Open   | −1 (74-73-68=215)     | 1 coup            | Sean Elliott Kristian Nielsen          |
| 3   | 29 janvier 2009 | Nordic League           | Hi5 Pro Tour Open de Quara     | −3 (70-70-73=213)     | Barrage           | Peter James                            |
| 4   | 15 août 2009    | Nordic League           | JELD-WEN Masters               | −9 (71-65-71=207)     | 3 coups           | Kristian Nielsen                       |
| 5   | 3 août 2014     | Challenge Tour          | Stonebrae Classic              | −22 (67-62-63-66=267) | 3 coups           | Daniel Berger Fabián Gómez Zack Sucher |
| 6   | 26 octobre 2014 | PGA Tour of Australasia | ISPS Handa Perth International | −17 (64-69-67-71=271) | 3 coups           | Victor Dubuisson                       |